# سكورجيرة متغيرة
سكورجيرة متغيرة (الاسم العلمي:Securigera varia) هي نوع من النباتات يتبع جنس السكورجيرة من الفصيلة البقولية.